# Ignaz Moscheles

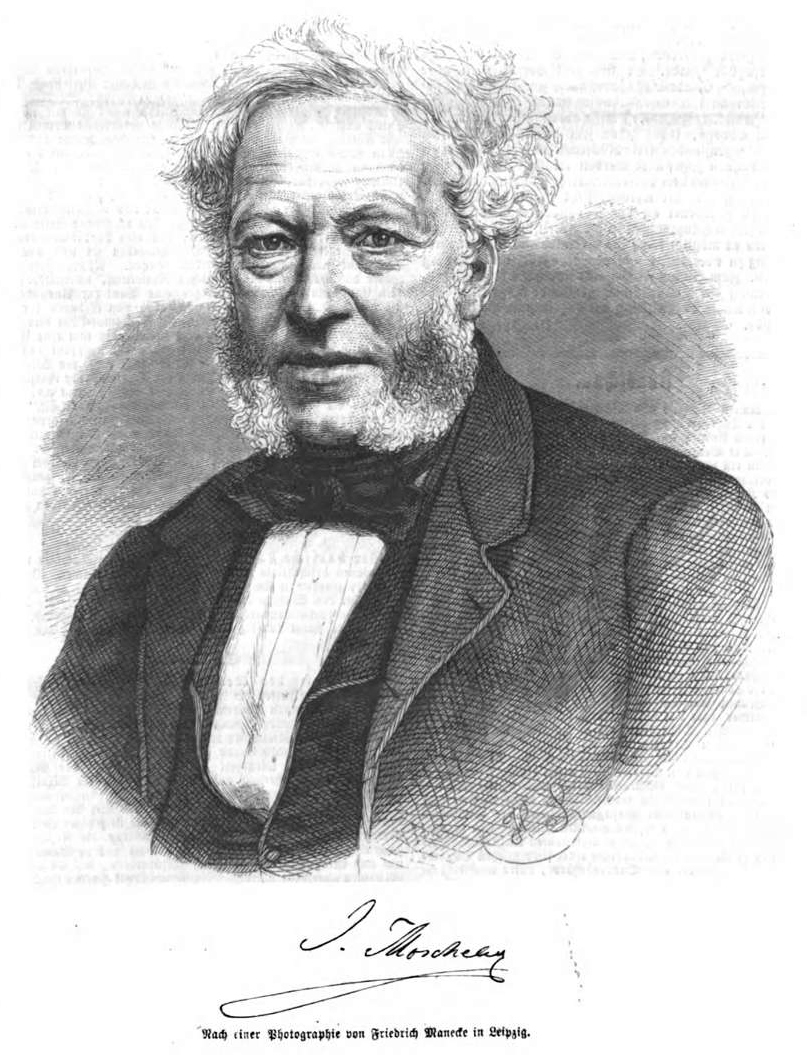
Ignaz Moscheles. Grafik von Hermann Scherenberg

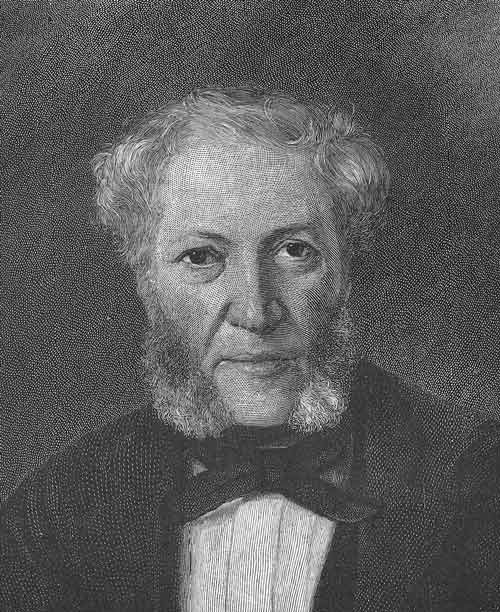
Ignaz Moscheles

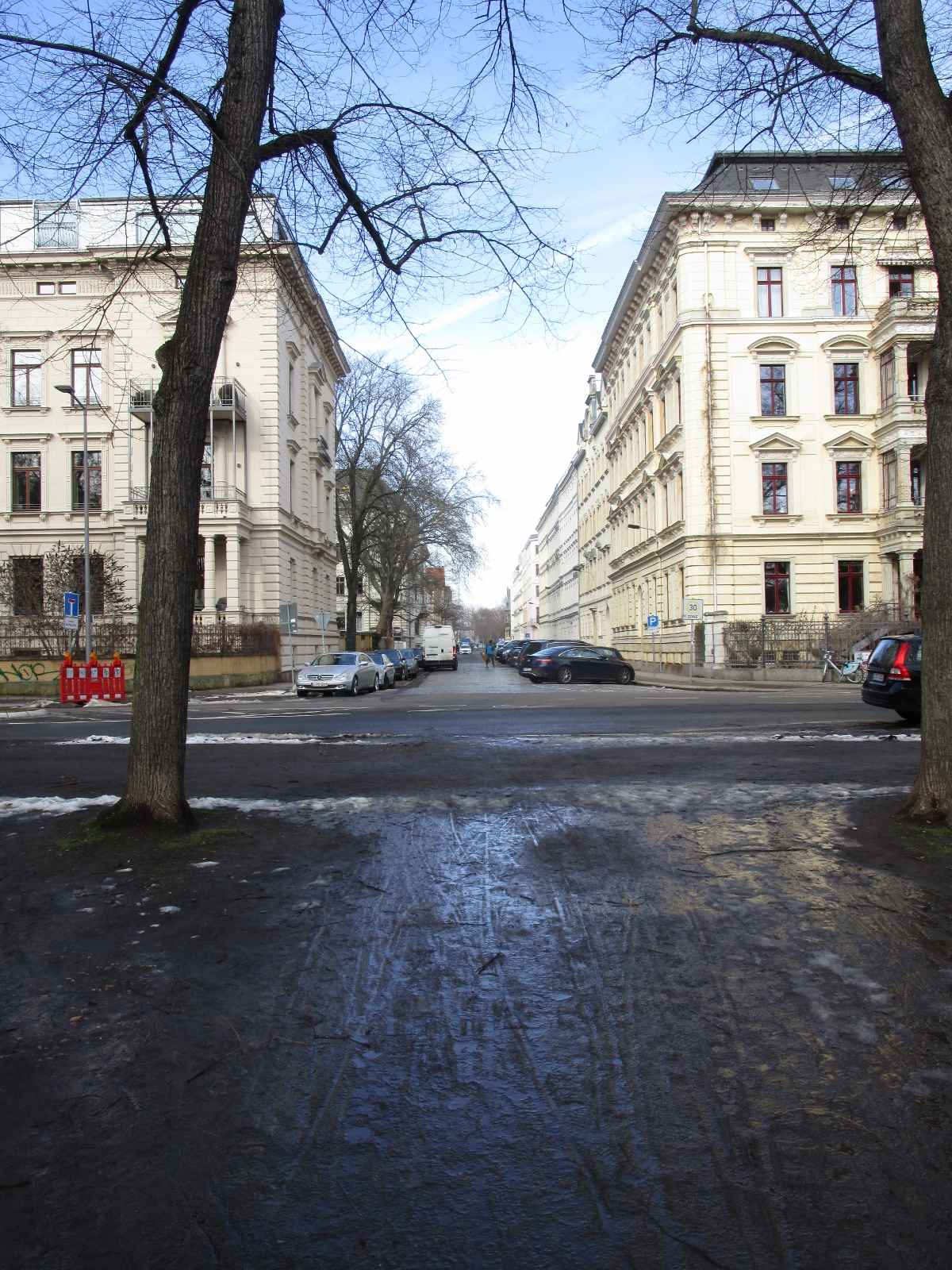
Moschelesstraße in Leipzig

Ignaz Isaak Moscheles, auch Ignaz Isack Moscheles, (geboren 23. Mai 1794 in Prag, Königreich Böhmen; gestorben 10. März 1870 in Leipzig, Königreich Sachsen) war ein böhmischer Komponist, Pianist und Musikpädagoge.

## Leben
Moscheles, Sohn jüdischer Eltern, war zunächst Schüler von Friedrich Dionys Weber am Prager Konservatorium und studierte später in Wien bei Johann Georg Albrechtsberger und Antonio Salieri Komposition. 1824 unterrichtete er auf Wunsch von Lea Mendelssohn Bartholdy deren Sohn, Felix Mendelssohn Bartholdy, was eine lebenslange Freundschaft mit dem Komponisten begründete. Moscheles war zudem mit Ludwig van Beethoven, seinem Idol und Vorbild, befreundet. Nach der Heirat mit der Protestantin Charlotte Embden 1825 in Hamburg lebte und arbeitete er bis 1846 in London. Vorwiegend in den Wintermonaten reiste er mit seiner Frau auf dem europäischen Kontinent, wo er auch Klavierkonzerte gab.
Im Jahr 1846 übernahm er auf Einladung Felix Mendelssohn Bartholdys die Klavierklasse am 1843 gegründeten Leipziger Konservatorium. Moscheles stand zeit seines Lebens im Ruf, einer der hervorragendsten Klaviervirtuosen Europas zu sein; als Pädagoge war er von vorbildlicher Gewissenhaftigkeit. Er vertrat die Clementi-Schule und achtete auf ruhige Handhaltung – eine Spielweise, bei der es vor allem auf die Beweglichkeit der Finger ankommt, während der Gebrauch der Pedale möglichst vermieden wird.
Ignaz Moscheles war der Vater des Malers Felix Moscheles und Schwiegervater der Malerin Margaret Moscheles und des Orientalisten und Diplomaten Georg Rosen (1820–1891). Dieser war mit seiner Tochter Serena Anna (1830–1902) verheiratet, die ebenfalls Malerin war. Zu seinen Enkelkindern gehörten Friedrich Rosen, deutscher Außenminister im Jahr 1921, und die Malerin Jelka Rosen, Ehefrau des englischen Komponisten Frederick Delius. Sein Urenkel, der deutsche Diplomat Georg Rosen (1895–1961), rettete im Massaker von Nanking 1937 gemeinsam mit dem deutschen Kaufmann John Rabe Tausenden Chinesen das Leben.
Ignaz Moscheles wurde im Familiengrab in der V. Abteilung des Neuen Johannisfriedhofs in Leipzig beerdigt.
1873 wurde im Leipziger Bachviertel eine Straße nach ihm benannt. 1935 wurde sie in Schichtstraße umbenannt und 1945 in Moschelesstraße zurückbenannt.

## Werke (Auswahl)
Seine Klavierkompositionen, beispielsweise das Klavierkonzert in g-Moll und die virtuosen Etudes, wurden zu seinen Lebzeiten sehr bewundert und werden auch heute noch gespielt.
- Fantaisie heroique Es-Dur für Klavier op. 13 (1816), Salieri gewidmet
- Sextett Es-Dur, op. 35
- Klavierkonzert Nr. 1, F-Dur, op. 45 (1818)
- Klavierkonzert Nr. 2, Es-Dur, op. 56 (1815)
- Klavierkonzert Nr. 3, g-Moll, op. 58 (1820)
- Klavierkonzert Nr. 4, E-Dur, op. 64 (o. J.)
- Klavierkonzert Nr. 5, C-Dur, op. 87 (1830)
- Klavierkonzert Nr. 6, B-Dur, op. 90 (1834) Concert fantastique
- Klavierkonzert Nr. 7, c-Moll, op. 93 (1835) Concert pathétique
- Klavierkonzert Nr. 8, D-Dur, op. 96 (1838) Concerto pastorale
- Fantasie, Variationen und Finale über das böhmische Volkslied op. 46
- Drei Allegri di Bravura, op. 51, 1. La Forza (Die Stärke), 2. La Leggerezza (Die Leichtigkeit), 3. Il Capriccio (Die Laune)
- Impromptu martial für Klavier G-Dur über einen Marsch aus Salieris Oper Palmira, regina di Persia op. 65
- Studien für Pianoforte op. 70 charakteristische Tonstücke
- Symphonie C-Dur, op. 81 (1828)
- Septett D-Dur, op. 88
- Charakteristische Studien, op. 95, für Klavier (1836)

## Schüler (Auswahl)
- Felix Mendelssohn Bartholdy
- Friedrich Rebling
- 1852–1855: Felix Draeseke
- 1858–1862: Edvard Grieg
- 1847–1851: Albert Dietrich

## Diskografie
- Klavierkonzerte 1 und 2. Hyperion Records, 1999 (Serie: The Romantic Piano Concerto, Vol. 20)[5]

- Klavierwerke. Klaviersonate d-Moll op. 73; Suite Nr. 2 op. 71; 7 Albumblätter für die Jugend op. 33; Legende aus Suite Nr. 3 op. 76; Sarabande aus Suite Nr. 3 op. 76; Romanze op. 57 Nr. 5; Cavatine aus Suite Nr. 4 op. 80. Klavier: Alexandra Oehler. cpo 2008.[6]